# Shlomo Ben-Ami
Shlomo Ben-Ami (שלמה בן-עמי), né le 17 juillet 1943 à Tanger au Maroc, est un homme politique, diplomate et écrivain israélien d'origine marocaine. Il a émigré en Israël en 1955. 

## Biographie
Militant et membre du Parti travailliste israélien, il est aussi ministre des Affaires étrangères et ministre de la Sécurité publique. Il succède à Samuel Hadas comme ambassadeur d'Israël en Espagne. Il est ainsi le premier ambassadeur israélien officiel en Espagne de 1987 à 2001. Il est actuellement vice-président du Centro Internacional por la Paz (CIT) à Madrid. Il parle français, espagnol, anglais et hébreu.

## Éducation
Il étudie l’histoire et la littérature hébraïque à l'université de Tel Aviv, suivi d’études approfondies au St Antony's College de l'université d'Oxford. Lors de son passage à Oxford, il publie deux ouvrages, un sur la guerre civile espagnole (The Origins of the Second Republic in Spain, 1978) et un sur le fascisme (Fascism from Above, 1983). À son retour à Tel Aviv il dirigea entre 1982 et 1986 le département d'histoire de l'université de Tel Aviv.

## Publications
- The Origins of the Second Republic in Spain (Oxford University Press, 1978).
- Fascism from Above: Dictatorship of Primo de Rivera in Spain, 1923–1930 (Oxford University Press, 1983) ; (es) Shlomo Ben-Ami, La dictadura de Primo de Rivera (1923-1930), Barcelone, Planeta, 1983, 328 p. (ISBN 978-8432043284) ; rééd. (es) Shlomo Ben-Ami, El cirujano de hierro: La dictadura de Primo de Rivera 1923-1930, RBA Libros, coll. « Ensayo y Biografía », 2012, 480 p. (ISBN 978-8490061619)
- Spain between Dictatorship and Democracy (1980)
- Anatomia de una Transición [Anatomy of a Transition] (1990)
- Italy between Liberalism and Fascism (1986)
- Historia del Estado de Israel (Ediciones Rialp, 1981).
- Quel avenir pour Israël ? [Which Future for Israel?], Paris, Hachette, coll. Pluriel, 364 p., 2002  (ISBN 2-01-279104-2).
- A Front Without a Homefront: A Voyage to the Boundaries of the Peace Process (Yedioth Ahatonoth, Tel-Aviv, 2004).
- Scars of War, Wounds of Peace: The Israeli-Arab Tragedy (Oxford University Press 2006),  (ISBN 0-19-518158-1).
- Prophets Without Honor (Oxford University Press 2022)